# Gerard van der Kroft
Gerardus Johannes (Gerard) van der Kroft (Warmond, 22 juni 1933 - Lisse, 30 januari 2019) was een Nederlands politicus van de KVP en later het CDA.
Hij was lange tijd werkzaam bij een aannemingsbedrijf, waar hij het bracht tot hoofdadministrateur. Daarnaast was hij ook actief in de lokale politiek. Zo was hij 18 jaar gemeenteraadslid in zijn geboorteplaats Warmond en hij is daar ook korte tijd wethouder geweest. In september 1976 werd Van der Kroft burgemeester van de gemeenten Leimuiden, Rijnsaterwoude en Nieuwveen. In februari 1985 volgde zijn benoeming tot burgemeester van Lisse, wat hij zou blijven tot zijn pensionering in 1998. Van der Kroft overleed begin 2019 op 85-jarige leeftijd.